# Ligny-en-Cambrésis
Ligny-en-Cambrésis település Franciaországban, Nord megyében. Lakosainak száma 1874 fő (2022. január 1.). Ligny-en-Cambrésis Fontaine-au-Pire, Walincourt-Selvigny, Caudry, Caullery, Clary, Haucourt-en-Cambrésis és Montigny-en-Cambrésis községekkel határos.

## Népesség
A település népességének változása:
| Lakosok száma | 1896 | 1904 | 1926 | 1894 | 1895 | 1916 | 1928 | 1901 | 1874 |
|               | 2013 | 2015 | 2016 | 2017 | 2018 | 2019 | 2020 | 2021 | 2022 |